# Savino Selo
Savino Selo (cyr. Савино Село) – wieś w Serbii, w Wojwodinie, w okręgu południowobackim, w gminie Vrbas. W 2011 roku liczyła 2957 mieszkańców.